# 川口市立里中学校
川口市立里中学校（かわぐちしりつ さとちゅうがっこう）は、埼玉県川口市里にある公立中学校。

## 概要
川口市は公立学校選択制を取り入れているが、川口市教育委員会の方針によって2014年度の新入生より学区外からの通学でも自転車通学は禁止になった。

## 沿革
- 1978年 - 鳩ヶ谷市立八幡木中学校を分離して鳩ヶ谷市立里中学校として開校[2]
- 2011年 - 川口市との合併により川口市立里中学校に改称[3]
- 2023年 - 特別支援学級開設[4]

## 教育目標
- 真剣に学ぶ生徒
- 人間性豊かな生徒
- 心と体を鍛える生徒[5]

## 部活動

### 運動部
- 陸上部
- 野球部（男子）
- サッカー部（男子）
- バスケットボール部（男子）
- バスケットボール部（女子）
- バレーボール部（女子）
- ソフトテニス部（男子）
- ソフトテニス部（女子）
- 卓球部（男子）
- 卓球部（女子）[6]

### 文化部
- 吹奏楽部
- 美術部
- 生活科学部[6]

## 通学区域
- 南鳩ヶ谷7丁目 - 全域
- 辻 - 全域
- 坂下町4丁目 - 一部
- 里 - 全域
- 桜町1丁目 - 全域[7]